# 寺杣友秀
寺杣 友秀（てらそま ともひで、1958年8月11日 - ）は、日本の数学者。専門は代数幾何学。東京大学名誉教授、法政大学教授。

## 略歴
1977年 神奈川県立平塚江南高等学校卒業。1982年 東京大学理学部数学科卒業。1984年 東京大学大学院理学系研究科数学専攻修士課程修了。1987年 同 博士課程修了、理学博士。1988年 学習院大学助手。1989年 千葉大学講師。1992年 東京都立大学助教授。1995年 東京大学大学院数理科学研究科助教授。2007年 同 教授。2019年 退官、同 名誉教授、2019年から法政大学理工学部教授。
2019年6月から2期、一般社団法人日本数学会理事長を務めた。
業績としてザギエ予想の解決、ドリーニュ予想への貢献。

## 職歴
- 1987年 日本学術振興会特別研究員
- 1988年 学習院大学理学部助手
- 1989年 千葉大学教養部講師
- 1992年 東京都立大学理学部助教授
- 1995年 東京大学大学院数理科学研究科助教授
- 2002年 同 教授
- 2019年 退官、同 名誉教授
- 2019年 法政大学理工学部経営システム工学科教授

## 受賞・講演歴
- 2004年 - 日本数学会代数学賞[7]
- 2006年 - ICM招待講演（マドリード）[8]